# Pantopsalis cheliferoides
Pantopsalis cheliferoides is een hooiwagen uit de familie Monoscutidae. De wetenschappelijke naam van de soort is als Phalangium (Phrynus) cheliferoides voor het eerst geldig gepubliceerd in 1882 door William Colenso.

## Uiterlijke kenmerken
Pantopsalis cheliferoides is een donker gekleurde hooiwagen. De lengte van het kopborststuk varieert tussen de twee en vier millimeter en de lengte van de kaken ligt tussen de 1 en 16 mm. 

### Seksuele dimorfie
De soort is behoorlijk geslachtsdimorf. Naast de opmerkelijke fenotypische verschillen tussen mannelijke en vrouwelijke exemplaren, is ook sprake van een variatie tussen mannetjes onderling. Deze kunnen in drie variaties voorkomen. De variatie zit voornamelijk in de bouw van de kaken, waarbij de lengte kan variëren. Bij twee variaties zijn de kaken uitgesproken, waarbij de een lang en smal is, terwijl de andere een brede en korte kaak heeft. Bij de derde variatie waren de kaken juist minder uitgesproken. Bij de mannetjes die sterk vergrote kaken hebben, worden deze gebruikt als wapen. 

## Verspreidingsgebied
De soort is endemisch in Nieuw-Zeeland en komt voor op beide eilanden.